# Jeeves e l'ospite non invitato
Jeeves e l'ospite non invitato (titolo originale in inglese: Jeeves and the Unbidden Guest) è un racconto dello scrittore inglese P. G. Wodehouse, pubblicato per la prima volta in volume nel 1919 nella raccolta di racconti My Man Jeeves, non tradotta in italiano, e successivamente (1925) nella raccolta Avanti Jeeves! (Carry on, Jeeves, 1928).

## Trama

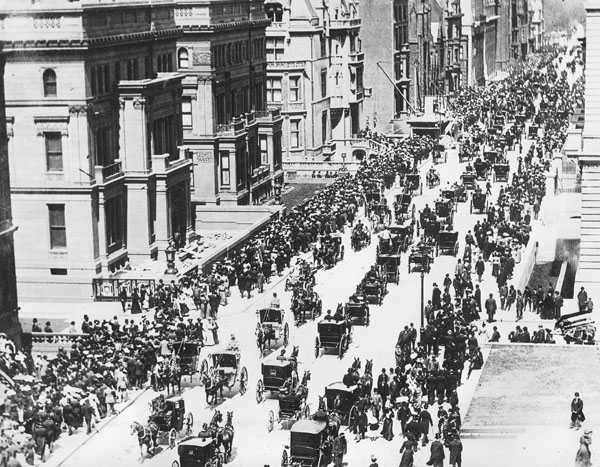
New York, Fifth Avenue nel 1900

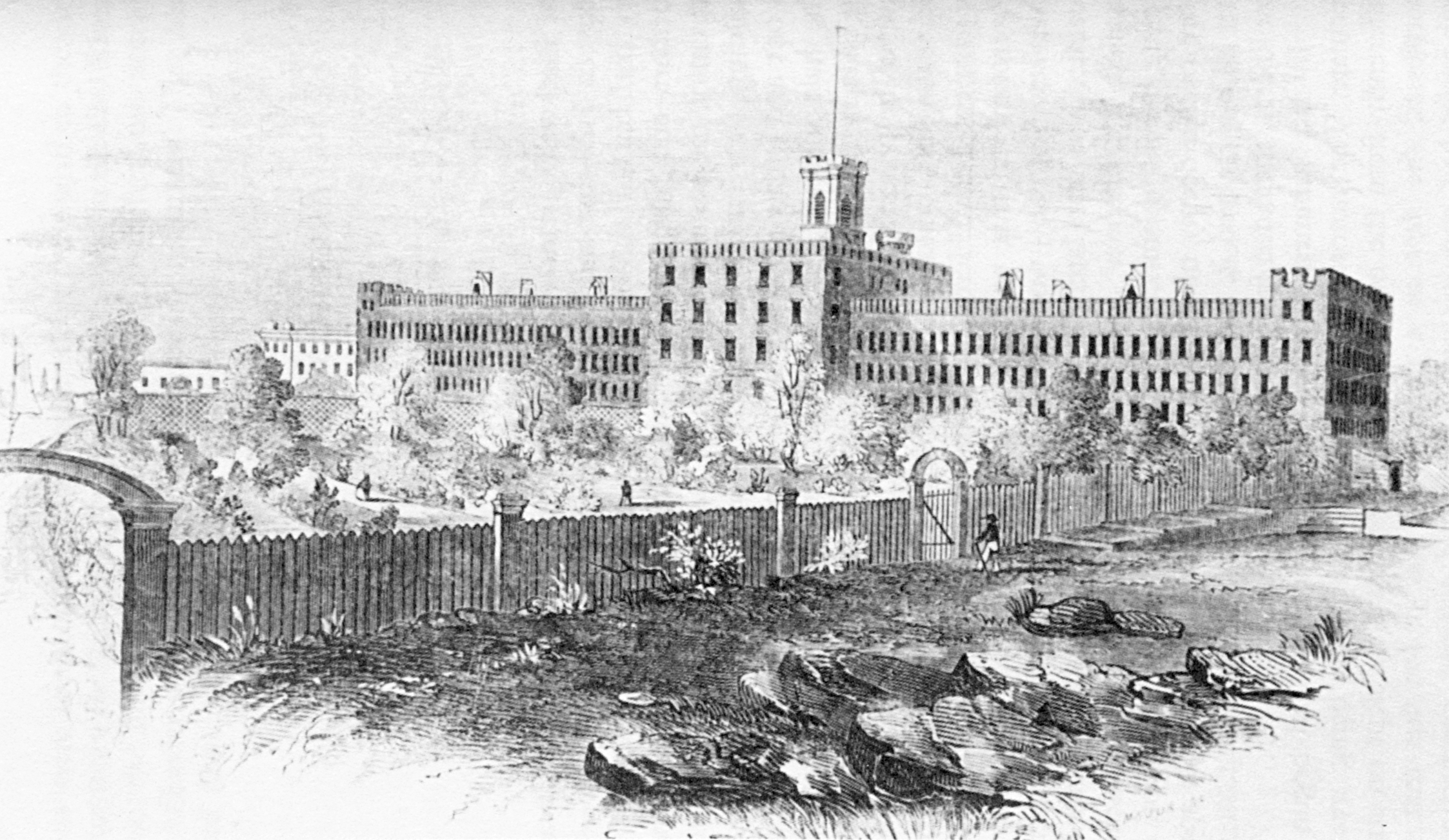
La prigione di Blackwell Island

Bertie Wooster, l'io narrante, col fido valletto Jeeves risiedono temporaneamente a New York, «nella stagione in cui la città si presenta più bella». Una mattina ricevano la visita di Lady Malvern («Amica di mia zia Agatha. [...] Una razza cattiva. Fa la scrittrice. Scrisse un libro sulle condizioni sociali dell'India») accompagnata dal figlio ventitreenne Lord Pershore («un ragazzotto mite, timido, ritroso»). La madre chiede a Bertie di ospitare il figlio («non vi darà alcun fastidio: è vegetariano, astemio, amante della lettura») nel periodo in cui lei è in viaggio per svolgere un'inchiesta sulle prigioni americane.
Già la prima sera il giovane Lord ritorna a casa completamente ubriaco; si giustificherà più tardi con Bertie dicendo che finora ha abitato sempre nell'austero villaggio natale; trovandosi per la prima volta in una grande città, vuole cedere alle sue tentazioni. Il comportamento di Lord Pershore diventa sempre più discutibile, finché non porta a casa Rollo, un cane aggressivo che morde il padrone di casa. Disperato Bertie decide di lasciare l'appartamento di New York per recarsi dal suo amico Rocky Todd, un amante della solitudine che vive in una foresta.
Tornato dopo una settimana a New York, apprende da Jeeves che Lord Pershore è finito in prigione, condannato a un mese per aver assalito un poliziotto. Bertie ritiene che la prigione avrà un effetto benefico sulla salute fisica e mentale del ragazzo, il quale sarebbe comunque uscito prima del ritorno della madre. Costei invece si presenta a casa in anticipo, infuriata contro Bertie («mentre visitavo la prigione dell'isola di Blackwell, per raccogliere notizie per il mio lavoro, ho veduto là il mio ragazzo vestito con una giubba a strisce, seduto accanto a un mucchio di pietre con un martello in mano»). Jeeves risolve la situazione dicendo a Lady Malvern che il figlio era andato volontariamente in prigione per raccogliere notizie che potessero essere di aiuto alla madre nel suo lavoro. Lady Malvern è rabbonita e ritorna alla sua inchiesta sociale. Rimasti soli, Jeeves chiede a Bertie 50 dollari: «li debbo a Lord Pershore [...] Per indurre sua signoria ad abbandonare la sua vita di bagordi, mi presi la libertà di scommettere con lui cinquanta dollari che non sarebbe stato capace di pigliare a pugni un poliziotto; accettò molto volentieri la scommessa, e la vinse».

## Genesi del racconto
Il racconto è stato pubblicato per la prima volta nella rivista statunitense The Saturday Evening Post del  9 dicembre 1916 e successivamente nella rivista britannica The Strand Magazine del marzo 1917; le due versioni erano pressoché  identiche. Nel maggio 1919 il racconto fu pubblicato nella raccolta My Man Jeeves; tuttavia il volume, stampato su carta scadente, non ebbe successo. La raccolta My man Jeeves, peraltro, non è stata mai tradotta in lingua italiana. Successivamente il racconto è stato pubblicato nel volume Avanti Jeeves! (Carry on, Jeeves) nel 1925.

## Edizioni
- P.G. Wodehouse, Carry On, Jeeves, London: Herbert Jenkins, 1925
- P. G. Wodehouse, Carry on, Jeeves, Leipzig: B. Tauchnitz, 1925
- P.G. Wodehouse, Carry On, Jeeves, New York: George H. Doran, 1927
- P.G. Wodehouse, Avanti, Jeeves!: romanzo umoristico inglese; traduzione di Silvio Spaventa Filippi, Milano: Monanni, 1928
- P.G. Wodehouse, Avanti, Jeeves!: romanzo umoristico inglese; traduzione di Silvio Spaventa Filippi, Milano: Bietti, 1933
- P.G. Wodehouse, Jeeves e l'ospite non invitato. In: Avanti, Jeeves!; traduzione di Silvio Spaventa Filippi; revisione di Claudio Redi, Milano: Bietti, 1973, pp. 55–79
- Pelham G. Wodehouse, Avanti, Jeeves; traduzione di Franco Salvatorelli, Milano: Mursia, 1991, ISBN 88-425-2680-0
- P.G. Wodehouse, Avanti, Jeeves; traduzione di Tracy Lord, Milano: Polillo, 2011, ISBN 978-88-8154-293-2